# یوتا آبه
یوتا آبه (انگلیسی: Yuta Abe؛ زادهٔ ۳۱ ژوئیهٔ ۱۹۷۴) فوتبالیست اهل ژاپن است.
از باشگاه‌هایی که در آن بازی کرده‌است می‌توان به ویسل کوبه و سانفریس هیروشیما اشاره کرد.